# Буняченко Сергій Кузьмович
Сергі́й Кузьми́ч Буняче́нко (5 жовтня 1902, Коров'яківка, Курська губернія, Російська імперія — 1 серпня 1946, Москва, СРСР) — військовий, член Комітету Визволення Народів Росії, командувач Першої дивізії Російської визвольної армії під час Другої світової війни.

## Біографія
Народився у селі Коров'яківка колишньої Тьоткінської сотні Сумського слобідського полку, яке пізніше увійшло до складу Курської губернії Російської імперії (нині Глушковський район Курської області РФ). Батьки — українці. 1918 року, 16-ти років, добровольцем пішов до Червоної Армії, де служив солдатом 1-го повстанського українського полку та 43-го добровольчого українського полку Червоної армії. У їх складі брав участь у боях проти військ УНР та Добровольчої армії, численних каральних акціях проти українських повстанців.

### Військова освіта та служба в РСЧА
Військову освіту здобував у військовій школі в Києві та Військовій академії РСЧА імені М. Фрунзе. 1919 року вступив до РКП(б). Від 1924 до 1932 року перебував на командних посадах у військових частинах, що діяли на землях Середньої Азії, де брав активну участь у завоюванні цих земель військами Червоної Армії. Брав участь у придушенні місцевого партизанського руху, у боях проти т. зв. «басмачів» у складі 9-го та 11-го Туркестанського піхотного полку Червоної Армії. У 1936—1942 роках служив у штабі 26 та 39 дивізії. За критичні висловлювання проти колективізації 1937 року спочатку виключений з партії, а пізніше відновлений. Брав участь у бойових діях на озері Хасан під час війни з Японією на Далекому Сході, обіймав на той час посаду помічника начальника штабу дивізії.

### Діяльність під час ІІ Світової війни
З початком Другої світової війни — начальник штабу 16-го стрілецького корпусу, пізніше командир 389-ї стрілецької дивізії. За виконання наказу про підрив мосту до відходу всіх частин армії відсторонений від командування, відданий під суд. 2 вересня 1942 року засуджений військовим трибуналом до смертної кари (замінена 10 роками таборів з відтермінуванням до кінця війни). Відправлений на румунський фронт. У званні полковника командував 59-ю бригадою. У листопаді 1942 року в боях його бригада була майже повністю знищена, за що Буняченка знову притягнули до воєнно-польового суду. 
На початку грудня 1942 року в Осетії був захоплений у полон розвідувальним загоном 2-ї піхотної дивізії Румунської королівської армії.
У полоні погодився співпрацювати з РОА, викладав в офіцерській школі. Від вересня 1943 року служив на західному фронті офіцером зв'язку РОА при 7-ій німецькій піхотній дивізії. 10 листопада 1944 року призначений командувачем Першої дивізії РОА чисельністю 16 тисяч вояків, підвищений у званні до генерал-майора. На чолі дивізії брав участь в успішних військових діях проти Радянської Армії на Одері. Самовільно вивів дивізію з передової й повів її через Чехословаччину, звільняючи на шляху дивізії військовополонених.
6 травня 1945 року дивізія Буняченка вступила до Праги на заклик повстанців. У боях 6—8 травня із німецькими військами дивізія врятувала повстання від поразки та запобігла руйнуванню міста німцями. У зв'язку з підходом Червоної Армії вивів дивізію до позицій американців. Але ті відмовилися приймати капітуляцію дивізії.
12 травня 1945 року здався в полон військам США, але 15 травня був виданий представникам СРСР. За вироком Військової колегії Верховного Суду СРСР був повішений разом з А. Власовим та іншими діячами РОА.

## Бойові нагороди
- Іменний годинник та нагрудний знак «За боевые заслуги» у Таджикистані (після ліквідації збройного підпілля в країнах Середньої Азії)
- Медаль «XX років РСЧА»
- 3 відзнаки для східних народів 2-го класу з мечами — срібна і 2 бронзових
- Залізний Хрест 2-го класу — за заслуги під час боїв у Франції.